# Dan Dailey
Daniel James Dailey (* 14. Dezember 1913 in New York City, New York; † 16. Oktober 1978 in Los Angeles, Kalifornien) war ein US-amerikanischer Film- und Theaterschauspieler.

## Leben
Bereits in jungen Jahren stand Dan Dailey in Minstrel Shows und im Vaudeville auf der Bühne, ehe er ab 1937 erste Engagements am Broadway bekam. 1940 stand er in George Cukors Filmkomödie Susan und der liebe Gott in einer kleinen Nebenrolle erstmals vor der Kamera. Noch im selben Jahr erfolgte sein Durchbruch mit dem Filmdrama Tödlicher Sturm, in dem er einen Nazi verkörperte. MGM setzte Dailey danach jedoch überwiegend in komischen Charakterrollen ein.
Im Jahr 1942 – nach 18 Filmen, die er in einem Zeitraum von zwei Jahren gedreht hatte – wurde Dailey als Soldat während des Zweiten Weltkriegs eingezogen; bis 1947 pausierte er als Schauspieler. Er kehrte schließlich bei 20th Century Fox mit einer Reihe von Musicals wie Es begann in Schneiders Opernhaus auf die Leinwand zurück, in denen er oft den Partner der Hauptdarstellerin spielte. 1948 stand Dailey in der Musicalverfilmung When My Baby Smiles at Me vor der Kamera, für die er 1949 eine Oscar-Nominierung in der Kategorie Bester Hauptdarsteller erhielt. 
In den 1950er-Jahren blieb Dailey ein beliebter Darsteller, vor allem in Musicals: so spielte er neben Marilyn Monroe in Rhythmus im Blut, hatte die zweite Hauptrolle nach Gene Kelly in Vorwiegend heiter und war zusammen mit Cyd Charisse Hauptdarsteller der Komödie Viva Las Vegas. Seine Darstellung eines Armeeausbilders, der gerne selbst in den Kriegseinsatz möchte, in John Fords Militärkomödie So ein Pechvogel brachte Dailey 1951 eine Nominierung für den Golden Globe Award in der Kategorie Bester Hauptdarsteller – Komödie oder Musical ein.
Mit dem zunehmenden Niedergang des Hollywood-Musicals Ende der 1950er-Jahre wandte sich Dailey vor allem dem Fernsehen zu und hatte ab 1959 eine der Hauptrollen in der Abenteuerserie Die vier Gerechten. Dem amerikanischen Fernsehpublikum wurde Dailey besonders durch seine Rolle als Gouverneur William Drinkwater in der von 1969 bis 1970 laufenden Sitcom The Governor & J.J. bekannt. Für seine Darstellung in dieser Serie wurde er 1970 mit dem Golden Globe Award in der Kategorie Bester Serien-Hauptdarsteller – Komödie oder Musical ausgezeichnet. Daileys filmisches Schaffen zwischen 1940 und 1977 umfasst mehr als 65 Film- und Fernsehproduktionen.
Dailey war dreimal verheiratet; sein einziges Kind, Sohn Dan Dailey III, beging 1975, im Alter von 28 Jahren, Suizid. Dan Dailey selbst starb drei Jahre später an Anämie und wurde im Forest Lawn Memorial Park in Glendale, Kalifornien, beigesetzt. Seine jüngere Schwester Irene Dailey (1920–2008) war ebenfalls Schauspielerin. 

## Filmografie (Auswahl)
- 1940: Susan und der liebe Gott (Susan and God)
- 1940: Tödlicher Sturm (The Mortal Storm)
- 1940: The Captain Is a Lady
- 1940: Dulcy
- 1940: Hullabaloo
- 1941: Mädchen im Rampenlicht (Ziegfeld Girl)
- 1941: Washington Melodrama
- 1941: Allein unter Gangstern (The Get-Away)
- 1941: Lady Be Good
- 1942: Sunday Punch
- 1942: Trubel in Panama (Panama Hattie)
- 1943: This Is the Army
- 1947: Es begann in Schneiders Opernhaus (Mother Wore Tights)
- 1948: You Were Meant for Me
- 1948: Give My Regards to Broadway
- 1948: When My Baby Smiles at Me
- 1949: You’re My Everything
- 1950: So ein Pechvogel (When Willie Comes Marching Home)
- 1950: A Ticket to Tomahawk
- 1950: My Blue Heaven
- 1951: Call Me Mister
- 1951: I Can Get It for You Wholesale
- 1952: Der Stolz von St. Louis (The Pride of St. Louis)
- 1952: What Price Glory
- 1953: Meet Me at the Fair
- 1953: The Girl Next Door
- 1953: The Kid from Left Field
- 1954: Rhythmus im Blut (There’s No Business Like Show Business)
- 1955: Vorwiegend heiter (It’s Always Fair Weather)
- 1956: Viva Las Vegas (Meet Me in Las Vegas)
- 1956: Fanfaren der Freude (The Best Things in Life Are Free)
- 1957: Dem Adler gleich (The Wings of Eagles)
- 1957: Oh, Men! Oh, Women!
- 1957: Wo alle Straßen enden (The Wayward Bus)
- 1958: Taucherkommando (Underwater Warrior)
- 1959–1960: Die vier Gerechten (The Four Just Men; Fernsehserie, 22 Folgen)
- 1960: Pepe – Was kann die Welt schon kosten (Pepe)
- 1962: Hemingways Abenteuer eines jungen Mannes (Hemingway’s Adventures of a Young Man)
- 1962: Die Unbestechlichen (The Untouchables; Fernsehserie, eine Folge)
- 1962: Alfred Hitchcock präsentiert (Alfred Hitchcock Presents; Fernsehserie, eine Folge)
- 1969–1970: The Governor & J.J. (Fernsehserie, 39 Folgen)
- 1971: Here’s Lucy (Fernsehserie, eine Folge)
- 1977: Ich bin der Boß (The Private Files of J. Edgar Hoover)

## Auszeichnungen
- 1949: Oscar-Nominierung in der Kategorie Bester Hauptdarsteller für When My Baby Smiles at Me
- 1951: Golden-Globe-Award-Nominierung in der Kategorie Bester Hauptdarsteller – Komödie oder Musical für So ein Pechvogel
- 1970: Golden Globe Award in der Kategorie Bester Serien-Hauptdarsteller – Komödie oder Musical für The Governor & J.J.